# Grundtjärnen (Arvidsjaurs socken, Lappland, 726865-164418)
Grundtjärnen är en sjö i Arvidsjaurs kommun i Lappland och ingår i Byskeälvens huvudavrinningsområde.